# Jan Paściak
Jan Paściak (ur. 20 marca 1921 w Terszakowie, zm. 3 lipca 1987 w Gliwicach) – polski chemik, żołnierz Armii Krajowej, profesor nauk chemicznych, profesor Uniwersytetu Śląskiego w Katowicach, specjalista w zakresie chemii fizycznej i elektrochemii.

## Życiorys
Odbył naukę w Liceum Pedagogicznym w Rzeszowie. Po wybuchu II wojny światowej był zaangażowany w tajne nauczanie. Służył jako żołnierz NOW i AK („Chmura”, „Przedświt”). Był dowódcą rejonu „Paulina” (Pysznica) w obwodzie „Narcyz” (Nisko). Trzykrotnie był aresztowany przez Niemców (1940, 1941 i 1943). Był osadzony w więzieniach hitlerowskich w Janowie Lubelskim, na zamku w Lublinie i w Rzeszowie, znalazł się w obozach koncentracyjnych w Szebnie k. Jasła i w Krakowie-Płaszowie.
W latach 1945–1949 studiował na Wydziale Matematyczno-Przyrodniczym Uniwersytetu Jagiellońskiego w Krakowie. W 1950 uzyskał tytuł magistra chemii na podstawie pracy magisterskiej napisanej pod kierunkiem Bogdana Kamieńskiego w Zakładzie Chemii Fizycznej. W 1955 podjął studia aspiranckie (doktoranckie) na Wydziale Chemii Uniwersytetu Warszawskiego, gdzie w 1960 uzyskał stopień doktora nauk matematyczno-fizycznych na podstawie napisanej pod kierunkiem Wiktora Kemuli rozprawy pt. „Polarograficzne oznaczanie styrenu i niektórych jego homologów” (recenzenci: Mieczysław Michalski i Jerzy Minczewski). Na Wydziale Chemicznym Politechniki Śląskiej w Gliwicach uzyskał w 1966 na podstawie dorobku naukowego i monografii pt. „Polarograficzne badanie niektórych elektrolitów koloidalnych i tlenu w ich obecności” habilitację (recenzenci: Zdzisław Sokalski, Wiktor Kemula i Jerzy Chodkowski). Profesorem nadzwyczajnym nauk chemicznych został w 1973, profesorem zwyczajnym w 1982.
Był nauczycielem w Technikum Chemicznym w Oświęcimiu (1949–1957), kierownikiem Pracowni Polarograficznej, kierownik Zespołu Pracowni Analitycznych i samodzielnym pracownikiem naukowo-badawczym w Zakładzie Naukowo-Badawczym Zakładów Chemicznych Oświęcim (1957–1967), docentem i profesorem Wyższej Szkoły Pedagogicznej w Opolu (1967–1970), docentem i profesorem Wydziału Chemii Uniwersytetu Śląskiego w Katowicach (1970–1987).
Był członkiem Bratniej Pomocy Studentów UJ, Polskiego Towarzystwa Chemicznego (od 1953), Komitetu Chemii Analitycznej PAN (od 1970), przewodniczącym Komisji Analizy Polimerów (1970–1984), Opolskiego Towarzystwa Przyjaciół Nauk (od 1980), American Chemical Society (od 1983).
Otrzymał Nagrodę Polskiego Towarzystwa Chemicznego (1960). Był odznaczony Złotym Krzyżem Zasługi (1973), Krzyżem Kawalerskim Orderu Odrodzenia Polski (1976), Medalem Komisji Edukacji Narodowej (1980), Medalem „XXX lat Wyższej Szkoły Pedagogicznej w Opolu” (1980), tytułem Zasłużony Nauczyciel PRL (1982), Odznaką Honorową Polskiego Towarzystwa Chemicznego (1987).
Zmarł 3 lipca 1987 w Gliwicach. Został pochowany w Katowicach na cmentarzu parafialnym parafii św. Jana i Pawła przy ul. Brackiej.